# Bogart (Georgia)
Bogart è un comune degli Stati Uniti d'America, situato nello Stato della Georgia, nella contea di Oconee e in parte nella contea di Clarke.